# Liechtenstein op de Olympische Winterspelen 1972
Tijdens de Olympische Winterspelen van 1972, die in Sapporo (Japan) werden gehouden, nam Liechtenstein voor de zevende keer deel.

## Deelnemers en resultaten

### Alpineskiën
| Olympiër       | Discipline       | Resultaat | Prestatie                        |
| -------------- | ---------------- | --------- | -------------------------------- |
| Willy Frommelt | afdaling (m)     | 30e       | 1.57,58 (+6,15)                  |
| Willy Frommelt | reuzenslalom (m) | 22e       | 3.18,65 (+9,03) 1.35,71+1.42,94  |
| Willy Frommelt | slalom (m)       | dq        | diskwalificatie                  |
| Herbert Marxer | afdaling (m)     | 26e       | 1.55,90 (+4,47)                  |
| Herbert Marxer | reuzenslalom (m) | 24e       | 3.19,70 (+10,08) 1.38,13+1.41,57 |
| Herbert Marxer | slalom (m)       | dnf       | opgave                           |
|                |                  |           |                                  |
| Marta Bühler   | afdaling (v)     | 10e       | 1.40,06 (+3,38)                  |
| Marta Bühler   | reuzenslalom (v) | 10e       | 1.33,15 (+3,25)                  |
| Marta Bühler   | slalom (v)       | 18e       | 1.41,69 (+10,45) 50,65+51,04     |

### Rodelen
| Olympiër    | Discipline | Resultaat | Prestatie                                        |
| ----------- | ---------- | --------- | ------------------------------------------------ |
| Werner Sele | mannen     | 39e       | 3.42,38 (+14,80) (56,39 / 56,04 / 55,03 / 54,92) |

Argentinië · Australië · België · Bondsrepubliek Duitsland · Bulgarije · Canada · Duitse Democratische Republiek · Filipijnen · Finland · Frankrijk · Griekenland · Groot-Brittannië · Hongarije · Iran · Italië · Japan · Joegoslavië · Libanon · Liechtenstein · Mongolië · Nederland · Nieuw-Zeeland · Noord-Korea · Noorwegen · Oostenrijk · Polen · Roemenië · Sovjet-Unie · Spanje · Taiwan · Tsjecho-Slowakije · Verenigde Staten · Zuid-Korea · Zweden · Zwitserland